# Маја Вукић
Маја Вукић (Зајечар, 14. мај 1973 — Ниш, 4. септембар 2019) била је професор синтаксичких предмета на Департману за српски језик Филозофског факултета у Нишу.

## Биографија
Основне академске студије на Студијској групи за српскохрватски језик и југословенске књижевности Филозофског факултета Универзитета у Нишу завршила је 1997. године. Постдипломске студије на смеру Наука о језику Филолошког факултета Универзитета у Београду завршила је 2008. године, одбраном магистарске тезе Функције и значења конкретизатора уз независне везнике у српском језику, под менторством проф. др Радоја Симића. Докторску дисертацију на тему Комбиновање везника и невезничких речи у савременом српском језику одбранила је 2015. године на Филозофском факултету Универзитета у Источном Сарајеву, под менторством проф. др Милоша Ковачевића.
Године 1998. стекла је своја прва педагошка и професионална искуства као професор српског језика у Економској школи у Нишу. Од 1998. до 1999. године била је истраживач-стипендиста на Филозофском факултету у Нишу. Истовремено, била је задужена и за извођење часова вежби из наставних предмета: Старословенски језик, Дијалектологија, Фонетика и Акцентологија. Школске 1999/2000. године била је ангажована као лектор за српски језик на Универзитету Св. Кирил и Методијˮ у Великом Трнову у Бугарској. У периоду од 2001. до 2008. године у звању асистент-приправник на Департману за Српски језик Филозофског факултета у Нишу реализовала је часове вежби из наставних предмета: Правопис, Савремени српски језик 3 (Синтакса), да би већ од 2008. до 2015. свој радни ангажман наставила као асистент на предметима: Правопис, Лектура и коректура текста, Синтакса 1, Синтакса 2, Синтакса сложене реченице, Норма српског језика.  Године 2015. изабрана је у звање доцента на Филозофском факултету у Нишу, на Департману за српски језик. Од 2016. године била је управник Центра за српски као страни и нематерњи језик Филозофског факултета у Нишу.

## Области научног интересовања
- Синтакса савременог српског језика
- Морфосинтакса савременог српског језика
- Стилистика савременог српског језика
- Функционална писменост
- Нормативна питања савременог српског језика

## Настава
На Основним академским студијама србистике, изводила је наставу из следећих предмета: Правопис, Синтакса 1, Синтакса 2, Стилистика, Лектура и коректура текста, Норма српског језика.
На Основним академским студијама педагогије, изводила је наставу из предмета Српски језик.
Учествовала је у припреми новог мастер програма за преводиоце са предметом Српски језик и језичка култура за преводиоце.

## Научни пројекти
1998–1999. године: истраживач на пројекту Српска дијалектологија и издавање Српског дијалектолошког зборника, потпројекат: Лексиколошка проучавања југоисточне Србије (05 Т 13), чију је реализацију финансирало Министарство за науку и технологију Републике Србије.
2002–2004. године: истраживач на пројекту Етнолингвистичка и социолингвистичка истраживања избеглица и мултиетничких заједница на Балкану, финансиран од стране Министарства за науку и технологију Републике Србије.
2011–2015. године: истраживач на пројекту Динамика структура савременог српског језика (178014), који је финасијски потпомогнут од стране Министарства просвете, науке и технолошкпг развоја.

## Семинари
2011–2013. године: предавач на семинарима Савремени приступи у настави српског језика и књижевности на Филозофском факултету у Нишу.
Године 2013. (18–25. августа): предавач на семинару Српски језик као нематерњи у теорији и пракси, који је организовао Филозофски факултет у Нишу у сарадњи са Мисијом ОЕБС.

## Научни скупови
- Научни скуп са међународним учешћем 6. симпозијум о флори југоистичне Србије, Сокобања, 4–7. јула 1999.
- Научна конференција Физическото въспитание и спортът между два века, Велико Трново (Бугарска), Универзитет „Св. св. Кирил и Методијˮ, 27–28. октобра 2000.
- Петнаести конгрес савеза славистичких друштава Југославије, Ниш, Филозофски факултет, 11–13. октобра 2001.
- Међународна научна конференција Скривене мањине у Балкану, Београд, Балканолошки институт САНУ, 25–26. септембра 2003.
- VII симпозијум о флори Југоисточне Србије, Ниш, Филозофски факултет, 2005.
- IX симпозијум о флори Југоисточне Србије и суседних подручја, Ниш, Природно-математички факултет, 2007.
- II международна научна конференция Кинезиология 2007, Велико Трново (Бугарска), Универзитет „Св. св. Кирил и Методијˮ, 18–19. октобра 2007.
- Научни скуп Игра и традиција Срба и Бугара, Велико Трново (Бугарска), Универзитет „Св. св. Кирил и Методијˮ, април 2008.
- Научни скуп Књижевност на дијалекту, Лесковац, Лесковачки културни центар, 25–26. септембар 2008.
- Научни скуп Шта очекујем од проучавања језика писаца, Ниш, Центар за научна истраживања САНУ и Универзитет у Нишу, 10. јун 2008.
- Международна научна конференция Проблеми на славянското и балканското езикознание, Велико Трново (Бугарска), Универзитет „Св. св. Кирил и Методијˮ, 17–16. новембар 2008.
- Научни скуп Тело и одело у култури Срба и Бугара/ Тяло и дрехи в културата на съби и българи, Ниш, Ниш, Филозофски факултет у Нишу, мај 2009.
- Международна научна конференција Десети международни славистички четения, Софија (Бугарска), Софијски Универзитет „Св. Климент Охридскиˮ, 22–24. априла 2010.
- Научни скуп Село и град у култури Срба и Бугара/Селотои градът в културата на съби и българи, Ниш, Филозофски факултет у Нишу, мај 2010.
- Научни скуп Име у култури Срба и Бугара/ Името в културата на съби и българи, Ниш, Филозофски факултет у Нишу, 14. мај 2011.
- VI међународни научни скуп Српски језик, књижевност, уметност, Крагујевац, ФИЛУМ, 28–29. октобра 2011.
- Научни скуп са међународним учешћем Наука и савремени универзитет, Ниш, Филозофски факултет, 10–11. новембра 2011.
- Међународни научни скуп Језик, књижевност, вредности, Ниш, Филозофски факултет, 27. и 28. априла 2012.
- Научни скуп Времето и мястото в културата на съби и българи, Универзитет „Св. св. Кирил и Методийˮ, Велико Трново (Бугарска), 29. мај 2012.
- Међународни научни скуп Наука и традиција, Универзитет у Источном Сарајеву, Филозофски факултет на Палама, 18. и 19. маја 2012.
- Међународни научни скуп Српски језик, књижевност, уметност, Крагујевац, ФИЛУМ, 26–27. октобра 2012.
- Научни скуп са међународним учешћем Наука и савремени универзитет 2, Ниш, Филозофски факултет, 16. и 17. новембра 2012.
- Међународни научни скуп Језик, књижевност, маргинализација, Ниш, Филозофски факултет, 26. и 27. априла 2013.
- Научни скуп Стварност и фикција у култури Срба и Бугара/Реалност и фикция в културата на съби и българи, Ниш, Филозофски факултет, 17. мај, 2013.
- Међународни научни скуп Наука и традиција, Универзитет у Источном Сарајеву, Филозофски факултет на Палама, 17–19. маја 2013.
- Међународни научни скуп Језик, књижевност, дискурс/Language, literature, discourse, Ниш, Филозофски факултет, 25–26. априла 2014.
- XVIII конгрес савеза лингвистичких друштава Србије: Савремено изучавање српског језика и књижевности и словенских језика као матерњих инословенских и страних, Београд, Филолошки факултет, 29–31. августа 2014.
- Научни скуп Музика у култури Срба и Бугара / Музиката в културата на сърби и българи, Филозофски факултет у Нишу, Ниш, 5. мај 2017. године.
- Научни скуп Језик, књижевност, теорија, Филозофски факултет у Нишу, 27. април 2018. године.
- Научни скуп Српски језик, књижевност, уметност, Филолошко-уметнички факултет у Крагујевцу, Крагујевац, 27. октобар 2018. године.
- Научни скуп Jезик, књижевност, простор, Филозофски факултет у Нишу, 12. април 2019. године.
- Научни скуп Опсцена и друга колоквијална лексика у српском и македонском језику, Филозофски факултет у Нишу и Институт за македонски језик Крсте Мисирков у Скопљу, Ниш, 19. април 2019. године.

### Књиге
- Вукић Маја, Сузана Петровић, Снежана Савић, Јулијана Ђоровић, Похвала језику, граматика српског језика за 5. разред, Герундијум [2]
- Маја Д. Вукић, Комбиновање везника и невезничких речи у савременом српском језику, Ниш:  Филозофски факулет Универзитета у Нишу, 2020.
- Валерија Тодоровић и Маја Вукић (прир.), Пробуди ме кад нађеш перо, антологија савремених бугарских приповедака и кратких прича и њихови преводи на српски језик, Ниш: Филозофски факултет Универзитета у Нишу, 2020.

### Уџбеници
- Вукић, Маја, Шофранац Татјана, Којић, Мирјана, Изазов речи, уџбеник српског језика за шести разред основне школе, Београд: Герундијум, 2019.
- Јордана Марковић, Маја Вукић, Александра Јанић, Правописна и друга језичка вежбања, Ниш: Филозофски факулет Универзитета у Нишу, 2020.

### Радови у зборницима[3][4]
- Вукић Маја, Романизми у „Речнику тимочког говораˮ Јакше Динића, у: У светлу царских градова, приредио Н. Богдановић, Ниш: Филозофски факултет у Нишу, 1994, 73–84.  86-7255-177-7 неважећи
- Вукић Маја, Однос између акцента фитонима и акцента њима мотивисаних личних имена, у: Прилози из фитолингвистике III, приредила Ј. Марковић, Ниш: Филозофски факултет, 2000, 67–82.  86-7379-080-8
- Людмил Петров, Вукич Мая, Спортната терминология по баскетбол в българския и сръбския език, у: Физическото въспитание и спортъм между два века, Велико Търново: Издалателство „Фаберˮ, 2000, 159–166.  954-775-004-06 неважећи  [5]
- Вукић Маја, Тетевенски Бугари у источној Србији, у: Скривене мањине на Балкану, Балканолошки институт САНУ, Београд, 2004, 95–106.  86-7179-038-Х неважећи
- Вукић Маја, Самртни и посмртни обичаји, у: Звездан од настанка насеља до данашњих дана, ур. Сузана Антић, Зајечар: Народни музеј у Зајечару, 2005, 217–224.  86-86-84861-04-03 неважећи
- Вукић Маја, О зборнику радова „Говори призренско-тимочке области и суседних дијалекатаˮ, у: Двадесет година књиге: прилози и прикази, ур. М. Митић, Ј. Марковић, Ниш: Огранак Вукове задужбине, 2008, 107–117.  978-86-909045-1-8
- Вукић Маја, Лончар Александра, Однос између фитонима и етника/етнонима са истом мотивном основом, у: Прилози из фитолингвистике V, приредила Ј. Марковић, Ниш: Филозофски факултет, 2009.   978-86-7315-058-1
- Вукић Маја, Разбрајалице као један од облика говорне игре код деце, у: Играта в културата на Българи и Сърби/Игра и култура Бугара и Срба, Велико Търново: Универзитетско издателство „Св. св. Кирил и Методийˮ, 2008, 43–53.  978-954-524-690-6
- Вукић Маја, Начинско-поредбене реченице и конструкције У ветровима старе планине Слободана Џунића, у: Дијелекат – дијалекатска књижевност, Лесковац: Лесковачки културни центар, 2009, 183–189.  978-86-82031-23-9
- Вукић Маја, Фразеологизми са компонентом именовање дела тела, у: Тело и одело у култури Срба и Бугара/Тяло и дрехи в културата на сърби и българи, Ниш: Филозофски факултет, 2010, 41–56.  978-86-7379-192-0.
- Вукић Маја, О неким конструкцијама за означавање временских одсечака у српском и бугарском (норма и пракса), у: Деветите славистични четения на тема: Истина, мистификация, лъжа в славянските езици, литератури и култури, София: Софийски университет „Св. Кирил и Методийˮ, 2011, 35–44.  978-954-524-788-0
- Вукић Маја, Писање вишечланих ојконима у српском на примеру назива са компонентом град/село, у: Селото и градъм в културата на сърби и българи, Велико Търново: Универзитетско издателство „Св. Кирил и Методийˮ, 2011, 35–44,  978-957-524-788-0 неважећи
- Вукић Маја, O неким конструкцијама за означавање временских одсечака у српском и бугарском (норма и пракса), у: Истина, мистификация, лъжа в славянските езици, литератури и култури (Сборник с доклади от Десетите национални славистични четения). София: Софийски университет "Св. Климент Охридски", 2011, 254–262.  978-954-92732-1-2
- Вукић Маја, Исказивање градационог значења у делима Бранка Ћопића и Радослава Братића, у: Наука и традиција, Универзитет у Источном Сарајеву: Филозофски факултет на Палама, 2012, 12.  978-99938-47-40-3
- Благојевић Савка, Вукић Маја, Текстуални конектори за изражавање логичких односа у српском и енглеском академском дискурсу, у: Структурне карактеристике српског језика, Српски језик, књижевност, уметност: Зборник радова са VI међународног научног скупа, одговорни уредник: Милош Ковачевић, Крагујевац: ФИЛУМ, 2012, 477–488.  978-86-85991-42-4
- Вукић Маја, Фразеологизми са антропонимом као компонентом у српском и бугарском језику, у: Име у култури Срба и Бугара/Името в културата на сърби и българи, приређивач: Дубравка Поповић Срдановић, Ниш: Филозофски факултет, 2012, 123–131.  978-86-7379-242-2
- Вукић Маја, Маргинални типови семантичких конкретизатора уз независне везнике у српском језику, у: Језик, књижевност, маргинализација: Зборник радова Језичка истраживања, ур. Б. Мишић Илић, В. Лопичић, Ниш: Филозофски факултет, 2014, 305–316.  978-86-6153-227-6
- Вукић Маја, Нормативна правила и препоруке „на папируˮ и у реалности, у: Стварност и фикција у култури Срба и Бугара / Реалност и фикция в културата на Сърби и Българи: зборник радова, приредила: Н. Јовић, Ниш : Филозофски факултет, 2014, 45–54.  978-86-7379-329-0
- Вукић Маја, Ономатопејски узвици у синтаксичкој функцији у савременом српском језику, у: Маја Вукић (прир.), Музика у култури Срба и Бугара / Музиката в културата на сърби и българи: зборник радова, Ниш : Филозофски факултет, 2018, 57–68.  978-86-7379-474-7
- Вукић Маја, Маринов Владислав, Конјуктори зависних клауза са месним значењем у источним српским и западним бугарским периферним говорима, у: Vesna Lopičić, Biljana Mišić Ilić (urednice): Jezik, književnost, prostor: tematski zbornik radova, Niš: Filozofski fakultet, 2018, 655–667.  978-86-7379-473-0
- Вукић, Маја, „Ко шта коме или о синтакси псовкеˮ, у: Опсцена и друга колоквијална лексика у српском и македонском језику = Опсцена и друга колоквијална лексика во српскиот и македонскиот јазик : зборник радова са научног скупа Опсцена и друга колоквијална лексика у српском и македонском језику, Ниш: Филозофски факултет у Нишу, 2019, стр. 55–74.

### Радови у часописима
- Вукић Маја, Спортски термини у различитим функционалним стиловима савременог српског и бугарског језика, у: Кинезиология 2007, Велико Търново: ВТУ „Св. св. Кирил и Методийˮ, 2007, 196–199. ISSN 1313 Parameter error in {{issn}}: Invalid ISSN.+244Х
- Вукић Маја, Темпорални конкретизатори уз адверзативне везнике у српском језику, Српски језик, бр. XIV/2, Београд: Научно друштво за неговање и проучавање српског језика, 2009, 221–249. ISSN 0354-9259
- Вукић Маја, Прилог икад(а) у стандардном српском језику електронских медија, Годишњак за српски језик и књижевност, Ниш: Филозофски факултет, 2009, год. XXII, бр.9, 69–77. ISSN 1451-5415
- Лончар Александра, Вукић Маја, Прозодијска норма и језик медија, Годишњак за српски језик и књижевност, Ниш: Филозофски факултет, 2009, год. XXII, бр. 9, 207–214. ISSN 1451-5415
- Вукић Маја, Употреба локалног идиома књижевности – потешкоће и одговорност, Градина, нова серија, бр. 27, Ниш, 2008, 113–118. ISSN 0436-2616 прештампано у књизи: Шта очекујем од проучавања језика писаца, Ниш: Центар за научна истраживања САНУ и Универзитет у Нишу, 2009, 43–53. ISSN 978-86-7746-158-4 Parameter error in {{issn}}: Invalid ISSN. [6]
- Вукић Маја, Поглед на Правопис српскога језика Матице српске из 2010., Годишњак за српски језик и књижевност, год. XXIV, бр. 11, Ниш: Филозофски факултет, 2011, 121–130. ISSN 1451-5415
- Вукић Маја, О белини као „техничком знакуˮ и неким интерпункцијским знаковима за означавање скраћеница цитата, Годишњак за српски језик, ур: Јордана Марковић, год. XXV, br.12, Ниш: Филозофски факултет, 2012, 45–52. ISSN 1451-5415.